# Blindwiderstand
Der Blindwiderstand (auch Reaktanz) ist eine Größe der Elektrotechnik, welche einen sinusförmigen Wechselstrom durch Aufbau einer sinusförmigen Wechselspannung begrenzt und eine zeitliche Phasenverschiebung zwischen Spannung und Stromstärke verursacht. Der Wert des Blindwiderstandes ist frequenzabhängig. Der Zusatz „blind“ rührt daher, dass elektrische Energie zu den Blindwiderständen zwar transportiert, aber dort nicht in thermische, mechanische oder chemische Energie umgewandelt wird.

## Blindwiderstand in der komplexen Wechselstromrechnung
Der Blindwiderstand ist eine physikalisch existierende reelle Größe für Vorgänge in der Wechselstromtechnik. Eine mathematische Behandlung sinusförmiger Vorgänge ist mit trigonometrischen Funktionen möglich, aber oft mühsam. Zur Erleichterung kann die Rechnung mathematisch elegant mit komplexen Größen durchgeführt werden, wobei anschließend die Ergebnisse in reelle Größen zu überführen sind.
Der Blindwiderstand {\displaystyle X} ist in der komplexen Wechselstromrechnung der Imaginärteil des komplexen Widerstandes {\displaystyle {\underline {Z}}} (Elektrische Impedanz). Der Realteil von {\displaystyle {\underline {Z}}} wird als Wirkwiderstand {\displaystyle R} bezeichnet. Die pythagoräische Summe von Wirk- und Blindwiderstand bezeichnet man als Scheinwiderstand {\displaystyle Z}. Komplexe Größen sind in dieser Rechnung auch die Augenblickswerte von Spannung {\displaystyle {\underline {u}}} und Stromstärke {\displaystyle {\underline {i}}}.
Die Einheit des Blindwiderstandes ist – ebenso wie beim Wirkwiderstand – das Ohm mit dem Einheitenzeichen Ω.
{\displaystyle X=\mathrm {Im} \ {\underline {Z}}=\mathrm {Im} \ {\frac {\underline {u}}{\underline {i}}}}
{\displaystyle X=Z\sin \varphi ={\frac {U}{I}}\sin \varphi }
Allgemein gilt:
{\displaystyle {\underline {Z}}={\frac {\underline {u}}{\underline {i}}}=R+\mathrm {j} X}
{\displaystyle |{\underline {Z}}|=Z={\sqrt {R^{2}+X^{2}}}}

Widerstandszeiger in der komplexen Ebene

Daraus folgt für den Blindwiderstand:
{\displaystyle X={\sqrt {Z^{2}-R^{2}}}}   für   {\displaystyle 0\leq \varphi \leq 90^{\circ }}
oder
{\displaystyle X=-{\sqrt {Z^{2}-R^{2}}}}   für   {\displaystyle -90^{\circ }\leq \varphi \leq 0}

## Induktiver und kapazitiver Blindwiderstand
Kondensatoren und Spulen sind Energiespeicher. Beim Fließen von Strom baut ein Kondensator ein elektrisches Feld auf; beim Anliegen einer Spannung an einer Spule baut sie ein magnetisches Feld auf. Einer Strom- oder Spannungsquelle wird während dieser Zeit elektrische Energie entzogen. Diese Energie kann jedoch bei einer Umkehr der Strom- bzw. Spannungsrichtung wieder zur Quelle zurückgeführt werden – anders als bei einem Wirkwiderstand. Der Verlauf des Energietransportes ist bestimmt durch den Verlauf der Spannung bzw. des Stromes.
Der am häufigsten betrachtete Verlauf in der Elektrotechnik ist der von sinusförmigen Wechselgrößen. In diesem Fall folgt die Auf- und Entladung des Energiespeichers periodisch durch einen sinusförmigen Spannungsverlauf und einen phasenverschobenen sinusförmigen Stromverlauf („Blindstrom“). Das Verhältnis zwischen der Spannung und der um eine viertel Periodendauer verschobenen Stromstärke bezeichnet man als Blindwiderstand, die zwischen Quelle und Energiespeicher pendelnde Energie als Blindenergie.
Bei einem transienten, einmaligen Auflade- bzw. Entladevorgang folgt der Verlauf der aufgenommenen bzw. abgegebenen Energie einer Exponentialfunktion. Ermittelt werden können diese zeitlichen Verläufe im Speziellen durch das Lösen von Differentialgleichungen.

### Blindwiderstand bei sinusförmigen Signalen
Die Herleitung der folgenden Gleichungen findet sich unter den Stichworten Komplexe Wechselstromrechnung und Elektrischer Widerstand.

#### Spule
Für eine ideale Spule mit der Induktivität {\displaystyle L} ist ihre Impedanz
{\displaystyle {\underline {Z}}_{L}=\mathrm {j} \omega L=\mathrm {j} X_{L}}
wobei j die imaginäre Einheit ist.
Ihr Blindwiderstand, auch Induktanz genannt, ist der Imaginärteil der Impedanz:
{\displaystyle X_{L}=2\pi fL=\omega L}
Ihr Blindwiderstand {\displaystyle X_{L}} ist ein linearer (von Spannung oder Stromstärke unabhängiger) Wechselstromwiderstand, der aber mit wachsender Frequenz {\displaystyle f} (bzw. wachsender Kreisfrequenz {\displaystyle \omega =2\pi f}) zunimmt. Ein Berechnungsbeispiel für den induktiven Widerstand ist hier zu sehen.

#### Kondensator
Für einen idealen Kondensator mit der Kapazität {\displaystyle C} ist seine Impedanz
{\displaystyle {\underline {Z}}_{C}={\frac {1}{\mathrm {j} \omega C}}={\frac {-\mathrm {j} }{\omega C}}=\mathrm {j} X_{C}}
Sein Blindwiderstand, historisch auch als Kapazitanz bezeichnet, ist der Imaginärteil der Impedanz:
{\displaystyle X_{C}=-{\frac {1}{2\pi fC}}=-{\frac {1}{\omega C}}}
Anmerkung zur KonventionDiese Schreibweise entspricht der internationalen Normung. In der Literatur wird teilweise der Betrag des kapazitiven Blindwiderstands als {\displaystyle X_{C}} bezeichnet. Dann werden in gemeinsamen Formeln die Beträge von {\displaystyle X_{L}} und {\displaystyle X_{C}} voneinander abgezogen. In der hier verwendeten Konvention (siehe auch Impedanz, Reihenschwingkreis) ist der kapazitive Blindwiderstand im Gegensatz zum induktiven Blindwiderstand negativ. Physikalisch bedeutet das umgekehrte Vorzeichen die entgegengesetzte Phasenlage zwischen Spannung und Stromstärke.
Der Blindwiderstand {\displaystyle X_{C}} eines idealen Kondensators ist ebenfalls ein linearer Wechselstromwiderstand, dessen Betrag aber bei zunehmender Frequenz {\displaystyle f} kleiner wird.

### Blindwiderstand bei nicht sinusförmigen Signalen
Bei einem nicht sinusförmigen Verlauf von Spannung oder Strom lässt sich kein eindeutiger Blindwiderstand angeben. Jedes periodische Signal lässt sich durch eine Summe von sinusförmigen Signalen unterschiedlicher Frequenzen darstellen, was die Grundlage der Fourieranalyse darstellt. Diese zusätzlich zur sinusförmigen Grundschwingung auftretenden Oberschwingungen müssen dabei jede für sich beachtet werden und deren Blindwiderstände ermittelt werden. Ein einziger Blindwiderstandswert lässt sich nicht angeben, sondern es ist eine Überlagerung verschiedener Blindwiderstände bei unterschiedlichen Frequenzen und unterschiedlichen Spannungs- bzw. Stromamplituden zu ermitteln. Damit verzerrt sich der Stromverlauf gegenüber dem Spannungsverlauf. Dieser Fall tritt beispielsweise bei nichtlinearen Verbrauchern, wie Schaltnetzteilen, oder bei induktiven Bauelementen, welche sich in magnetischer Sättigung befinden, auf.

## Blindwiderstand eines elektrischen Verbrauchers am Stromnetz
Ein idealer linearer Blindwiderstand verursacht nur Blindleistung im Netz, verbraucht jedoch keine Wirkleistung. Die zum Auf- und Abbau elektrischer oder magnetischer Felder benötigte elektrische Energie wird wieder an den Erzeuger zurückgegeben, belastet jedoch die Leitungen.
Blindwiderstände treten allerdings nie allein auf, da es in der Praxis keine verlustlosen Stromkreise gibt. So sind Blindwiderstände immer mit Wirkwiderständen verknüpft, die tatsächlich Leistung umsetzen.
Überwiegt in einem Verbraucher der induktive Blindwiderstand gegenüber dem kapazitiven, so wird der Verbraucher als ohmsch-induktiv bezeichnet, anderenfalls als ohmsch-kapazitiv.
Beispiel: Die Vorschaltdrossel bei Leuchtstoff- und Gasentladungslampen ist ein induktiver Vorwiderstand (Blindwiderstand) zur Strombegrenzung und verursacht daher gegenüber einem ohmschen Widerstand nur geringe Verluste (ohmsche und magnetische Verluste).
Folgende Verbraucher sind in der Regel ohmsch-induktiv:
- Elektromotoren
- Transformatoren
- Leuchtstoff- und Gasentladungslampen mit konventionellem Vorschaltgerät, wenn nicht kompensiert
- Schütze

Folgende Verbraucher sind in der Regel ohmsch-kapazitiv:
- Schaltnetzteile ohne Leistungsfaktorkorrektur (engl.: Power Factor Correction, PFC), u. a. viele Computernetzteile
- Kondensatornetzteile
- Frequenzumrichter ohne PFC
- Leuchtstofflampen mit einer Reihenschaltung aus Drossel und Kondensator (verwendet zur Blindstrom-Kompensation weiterer Leuchten ohne diese Reihenschaltung)
- Kondensatoren zur Blindleistungskompensation (eigenständige Schaltschränke oder Bestandteil von Leuchten und anderen induktiven Verbrauchern)

Die beiden erstgenannten kapazitiven Verbraucher sind – wenn sie keine Schaltungsmaßnahmen zur Leistungsfaktorkorrektur besitzen – aufgrund des Eingangsgleichrichters auch nichtlineare Lasten; sie erzeugen neben Blindleistung daher auch Oberschwingungen im Versorgungsnetz.